# Internationales Institut für Bildung, Sozial- und Antisemitismusforschung
Das Internationale Institut für Bildung, Sozial- und Antisemitismusforschung e. V. (IIBSA) (englisch International Institute for Education and Research on Antisemitism) ist eine deutsche Forschungseinrichtung mit Sitz in Berlin, die im Jahr 2006 gegründet wurde. Es forscht und publiziert zu Antisemitismus, Rechtsextremismus sowie Islamismus und berät Journalisten und Medienhäuser im Umgang mit diesen Themenbereichen. Darüber hinaus organisiert es Veranstaltungen, Workshops und Konferenzen zu diesen Themen. Gründer und Vorstände sind Kim Robin Stoller und Günther Jikeli.

## Forschung und Aktivitäten
Das Institut führte in der Vergangenheit Veranstaltungen, Konferenzen und Forschungsprojekte in Deutschland, Marokko, Spanien, Frankreich, Belgien, Österreich, Israel und dem Vereinigten Königreich durch. Themen von Publikationen sind unter anderem Mobilisierungen von israelbezogenem Antisemitismus im Bundesgebiet 2021 , Aktivitäten, Aktionsformen und Akteur_innen der BDS-Kampagne in Deutschland seit 2011 im internationalen Kontext und Der Verein „Jüdische Stimme für gerechten Frieden“. Ferner werden auch Veranstaltungen und Workshops zu diesen Themen durchgeführt.
IIBSA organisierte unter anderem eine internationale Konferenz zum Antisemitismus nach dem 7. Oktober, sowie in Kooperation mit der Amadeu Antonio Stiftung einen Webtalk mit dem Titel "Postcolonial Views on Antisemitism: South Africa as an example". Das IIBSA arbeitet mit der Recherche- und Informationsstelle Antisemitismus (RIAS) zusammen, unter deren Federführung sie an dem 2021 veröffentlichten Handbuch zur praktischen Anwendung der IHRA-Definition von Antisemitismus für die Europäische Kommission mitarbeiteten.
Zur Förderung der internationalen Zusammenarbeit und des Austauschs zu verschiedenen nationalen Strategien zur Bekämpfung von Antisemitismus und Islamismus veranstaltete das IIBSA mehrere Future Foren, wie das MENA-EURO Academics Future Forum, das International Academic Forum, das MENA-EURO Journalist Future Forum sowie das MENA-EURO NGO Future Forum.
Zusammen mit der Emil Julius Gumbel Forschungsstelle (EJGF) des Moses Mendelssohn Zentrums für europäisch-jüdische Studien (MMZ) der Universität Potsdam führt das Institut die wissenschaftliche und strategische Beratung des Bundesverband RIAS durch.

## Rezeption
Die Analysen des Forschungsinstituts sowie die Einschätzungen und Stellungnahmen der Vorsitzenden wurden in verschiedenen Medien wie ZDFheute, WELT, TAZ, Tagesspiegel, Der Standard und Deutschlandfunk aufgegriffen. Diese befassen sich mit Themen wie Antisemitismus an deutschen Universitäten, dem Al-Quds-Marsch, der Vernetzung von Hamas-nahen Gruppen und antiisraelische Hasskampagnen in Deutschland sowie dem Umgang mit islamistischen Terrorgruppen wie Samidoun.
IIBSA erhielt unter anderem mediale Aufmerksamkeit als Teil des „Bündnisses gegen antisemitischen Terror“, das zu Protesten gegen den sogenannten „Palästina-Kongress“ aufrief. Dieser fand im April 2024 in Berlin statt und wurde von der Polizei aufgelöst. In diesem Zusammenhang wurde IIBSA von verschiedenen Medien zu den Veranstaltern des Kongresses sowie zu den Strukturen und der Ideologie der Hamas-nahestehenden Organisationen befragt. Die Vorsitzende Kim Robin Stoller äußerte sich zum Palästina-Kongress folgendermaßen: „Die Veranstalter kommen weitgehend aus dem antiimperialistischen Spektrum der radikalen Linken. Sie haben eine offene Flanke zu Islamisten und haben Referenten eingeladen, die die Vernichtung Israels anstreben.“
Im Standard gab Stoller ein ausführliches Interview zu den Strukturen der Hamas in Österreich. Zudem gab sie der TAZ und der Jungle World Interviews zur deutschen Berichterstattung über den Angriffskrieg der Hamas auf Israel im Jahr 2023. Hierbei plädierte sie für eine klare Parteilichkeit der Medien zugunsten Israels und seiner Kriegsführung und warnte davor, ihrer Ansicht nach irreführende oder gefälschte Aufnahmen aus dem Gazastreifen zu verbreiten, "Außerdem sollte sensibel mit Formulierungen wie der „Spirale der Gewalt“, „Eskalation“ oder der Forderung nach Verhältnismäßigkeit umgegangen werden."
Felix Klein, der Antisemitismusbeauftragte der Bundesregierung, stellte 2021 heraus, dass RIAS und IIBSA die „abscheulichen antisemitischen Umtriebe“ systematisch auswerten, wenn es um ungerechtfertigte antisemitische In-Kontextstellung von in Deutschland lebenden Juden und Handlungen der israelischen Regierung geht.

## Kooperationspartner
Kooperationspartner sind unter anderem der Lehrstuhl für Soziologe der Universität Passau, das American Jewish Committee (AJC), der Bundesverband der Recherche- und Informationsstellen Antisemitismus (RIAS), RIAS Berlin, der Freie Zusammenschluss der Studierendenschaften (FZS), das Moses Mendelssohn Zentrum, die Indiana University Europe Gateway, die European Parliament Working Group on Antisemitism, das Institute for the Study of Global Antisemitism and Policy (ISGAP), das Yale Initiative for the Interdisciplinary Study of Antisemitism (YIISA) an der Yale University in New Haven, die Federation of Jewish Communities in Spain, die Association Mimouna in Marokko, das London Center for the Study of Contemporary Antisemitism (LCSCA), das Research Network RN31 „Ethnic Relations, Racism and Antisemitism“ der European Sociological Association (ESA), der Zentralrat der Juden in Deutschland, die Amadeu Antonio Stiftung und die Jüdische Gemeinde zu Berlin.

## Publikationen
- Proceedings. Strategies and Effective Practices for Fighting Antisemitism Among People with a Muslim or Arab Background in Europe. International Institute for Education and Research on Antisemitism, Berlin u. a. 2007. pdf
- Günther Jikeli, Kim Robin Stoller und Joëlle Allouche-Benayoun: Umstrittene Geschichte. Ansichten zum Holocaust unter Muslimen im internationalen Vergleich. Campus Verlag, Frankfurt am Main 2013, ISBN 978-3-593-39855-6. (en: Perceptions of the Holocaust in Europe and Muslim Communities. Sources, Comparisons and Educational Challenges)
- Modern Capitalist Society, Competing Nation States, Antisemitism and Hatred of the Jewish State. In: Charles Asher Small: Global Antisemitism: A Crisis of Modernity. Band I: Conceptional Approaches. ISGAP, New York 2013, S. 135–140.
- Günther Jikeli: Antisemitismus unter Muslimen in Deutschland und Europa. In: Olaf Glöckner, Günther Jikeli (Hrsg.): Das neue Unbehagen – Antisemitismus in: Deutschland heute. OLMS, 2019, S. 49–72.[61]
- Die antisemitische Boykottkampagne BDS. Gegen Frieden und Zwei-Staaten-Lösung. Für Delegitimierung und Zerstörung Israels. Berlin 2020 pdf.
- Günther Jikeli: Antisemitismus unter Geflüchteten aus Syrien und dem Irak. Befunde einer qualitativen Erhebung. In: Nikolaus Hagen, Tobias Neuburger (Hg.): Antisemitismus in der Migrationsgesellschaft – Theoretische Überlegungen, Empirische Fallbeispiele, Pädagogische Praxis. Innsbruck University Press, 2020, S. 121–145.[62]
- IIBSA, RIAS: Mobilisierungen von israelbezogenem Antisemitismus im Bundesgebiet 2021. Berlin 2021.[63]
- Der Verein „Jüdische Stimme für gerechten Frieden in Nahost“. Geschichte, Verbindungen, Ideologie und Arbeitsweise. Berlin 2024 pdf.
- Die (Neue) Rechte, Neonazis und der russische Krieg gegen die Ukraine. Berlin 2022[5]